# Santa Maria delle Grazie (San Giovanni Rotondo)

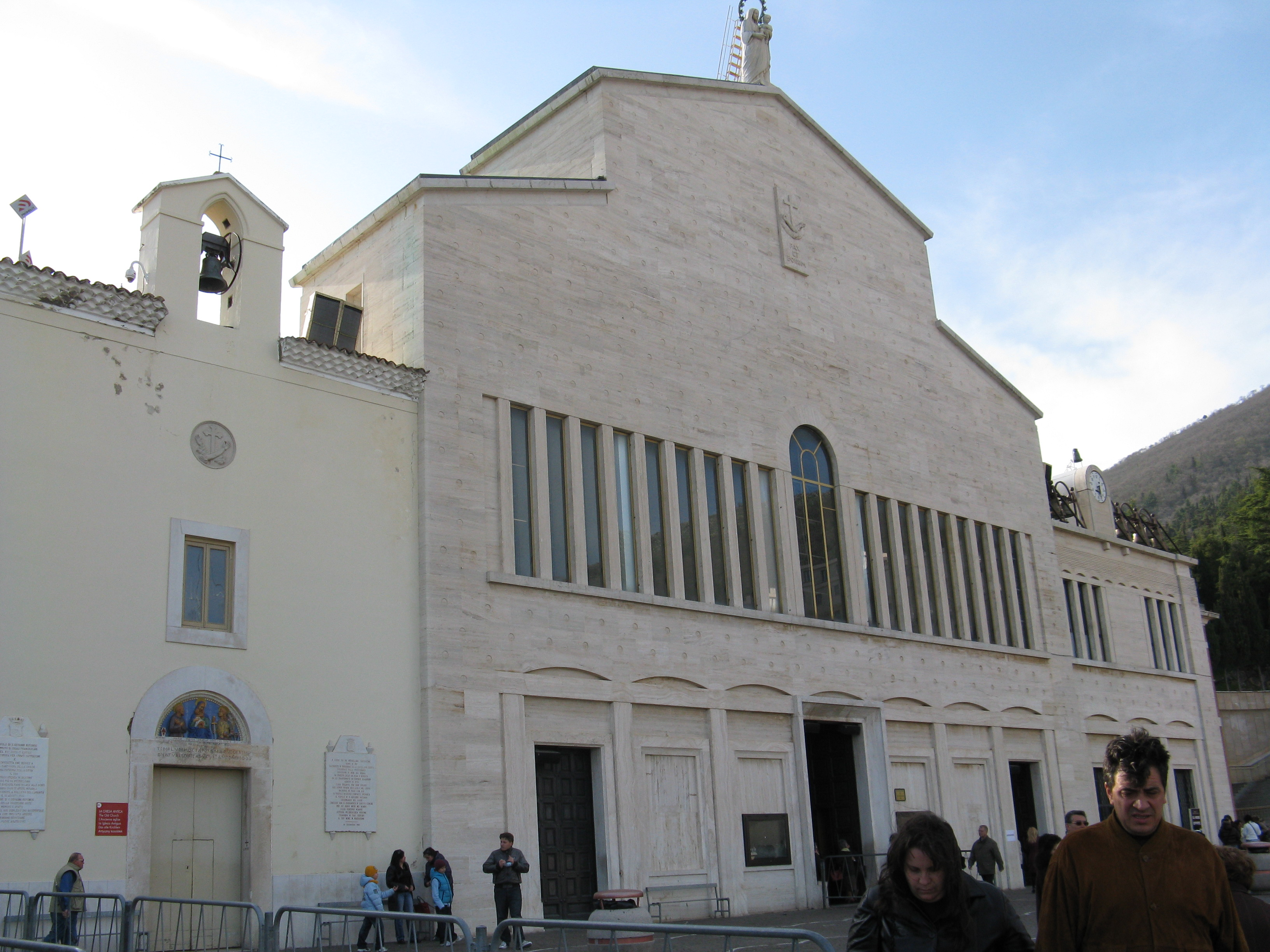
Vooraanzicht van de kerk, met - links - de ingang tot het convent van de kapucijner minderbroeders

De Santa Maria della Grazie is een aan Maria, Moeder van Genade gewijde kerk in de Italiaanse stad San Giovanni Rotondo. De kerk, en het bijhorende klooster van de minderbroeders kapucijnen dankt haar bekendheid aan het feit dat de heilige pater Pio hier vanaf 1916 woonde en werkte.
Met de bouw van de eerste kerk op deze plek, werd begonnen in 1540. Meer dan honderd jaar later kwam de bouw gereed. De kerk werd eind jaren vijftig geheel herbouwd, naar een ontwerp van de architect Giuseppe Gentile. De kerkwijding wordt gevierd op 1 juli. In de crypte van de kerk is de heilige pater Pio begraven. Het mozaïek met de afbeelding van de patroonheilige van de kerk, werd op 2 juli 1959 ingezegend door kardinaal Federico Tedeschini.